# كازويا تاباتا
كازويا تاباتا (باليابانية: 田畑一也؛ بالكانا: たばた かずや) هو لاعب كرة قاعدة ياباني، ولد في 27 فبراير 1969 في تاكاوكا في اليابان.

## وصلات خارجية
- كازويا تاباتا على موقع الدوري الياباني لكرة القاعدة (الإنجليزية)
- كازويا تاباتا على موقعبيزبول رفرنس.كوم (الدوري الثانوي) (الإنجليزية)